# Antonín Jan Gareis st.
Antonín Jan Gareis starší, také Anton Johann Garais (* 1793, Klášterní Mariánské údolí v Horní Lužici (Klosterfreiheit bei Ostritz) – 23. června 1863, Praha) byl český malíř – portrétista, litograf, grafik a ilustrátor.

## Život
Antonín Jan Gareis byl nejmladší ze šesti synů truhláře Johanna Gareise, který přišel do Horní Lužice z Čech. Jeho starší bratr Franz (1775–1803) se stal malířem, Joseph (1778–1844) byl sochařem, Gottlieb (1781–1859) hudebníkem. Antonín Gareis od roku 1811 studoval na drážďanské akademii u Friedricha Matthäi. Po studiích pracoval v litografické dílně Johanna Grüsona ve Vratislavi a v roce 1815 se oženil s Aloisií (* 1791), dcerou vratislavského rytce Friedricha Zimmermanna. Dále pobýval v Opavě.
Od roku 1822 studoval malířství na pražské Akademii. V Praze se podruhé oženil, a to s Josefou Havlíčkovou (1813–1864). Spolupracoval zprvu s litografickou dílnou Antonína Machka, tiskl v oficíně dědiců P. Bohmannse a u Haase a Henniga. Roku 1841 založil vlastní dílnu na Starém Městě, v níž se vyučil jeho syn Antonín. Mladší syn Josef (* 1839) se vyučil xylografem. Dcera Johanna se provdala za malíře Viléma Strömingera.

## Dílo
Měl blízko k umělcům romantického cítění (Josef Führich, Leopold Friese, František Nadorp).
Jeho litografická dílna sídlila na Starém Městě v Haštalské ulici čp.757/I a produkovala tisky jednak podle Führichových předloh (například Legendární cyklus o sv. Václavovi v Národním muzeu, tištěný v dílně Antonína Machka a vydaný u Bohmannse), a dále ilustrace knih, především satirické žánry podle vlastních i cizích předloh.

### Zastoupení ve sbírkách
- Galerie hlavního města Prahy: Hráči karet, olejomalba na plátně, 1864[5]
- Moravská galerie v Brně: Zvědavost [6]
- Národní galerie v Praze: ilustrace[7]
- Národní muzeum Praha: Miniaturní portrét Vilemíny Ebertové (1797-1836), provdané Tomáškové, manželky skladatele V. J. Tomáška.
- Památník národního písemnictví
- Severočeská galerie výtvarného umění v Litoměřicích

## Galerie

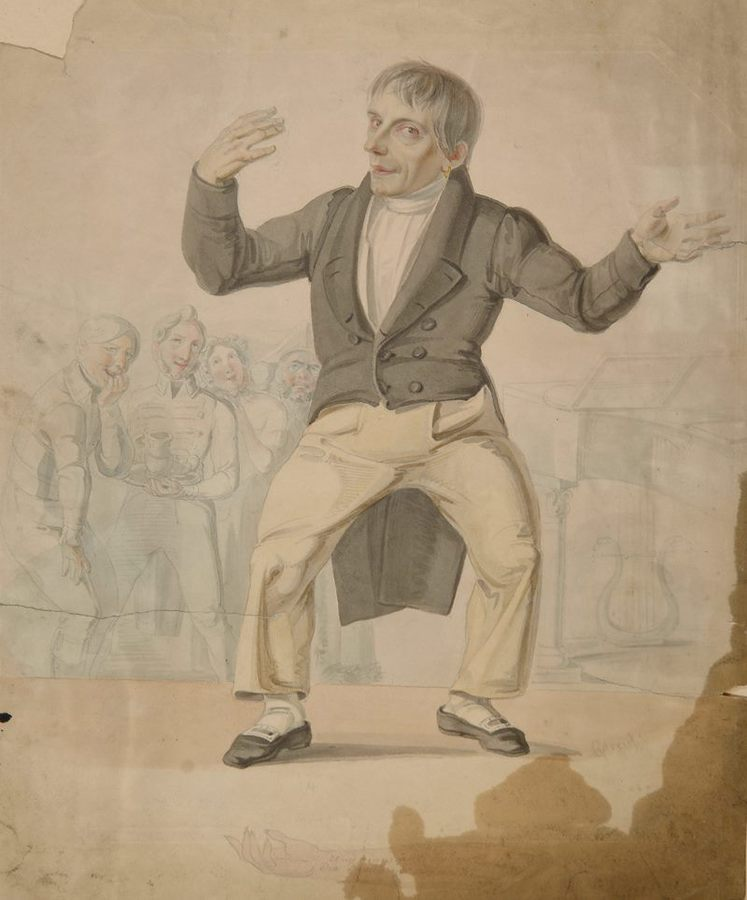
Antonín Jan Gareis st. – deklamátor
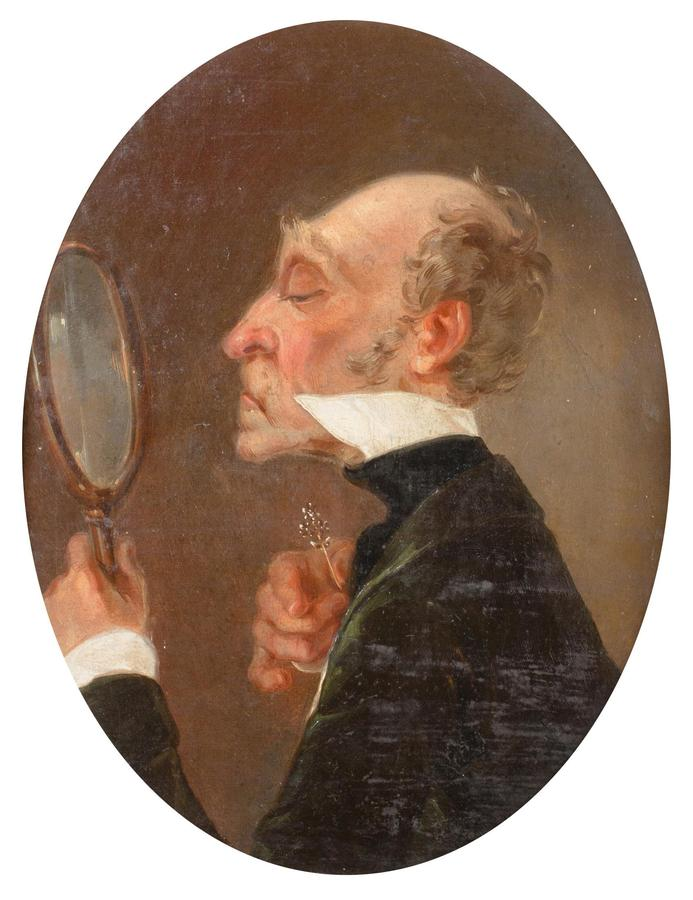
Antonín Jan Gareis st. – narcis
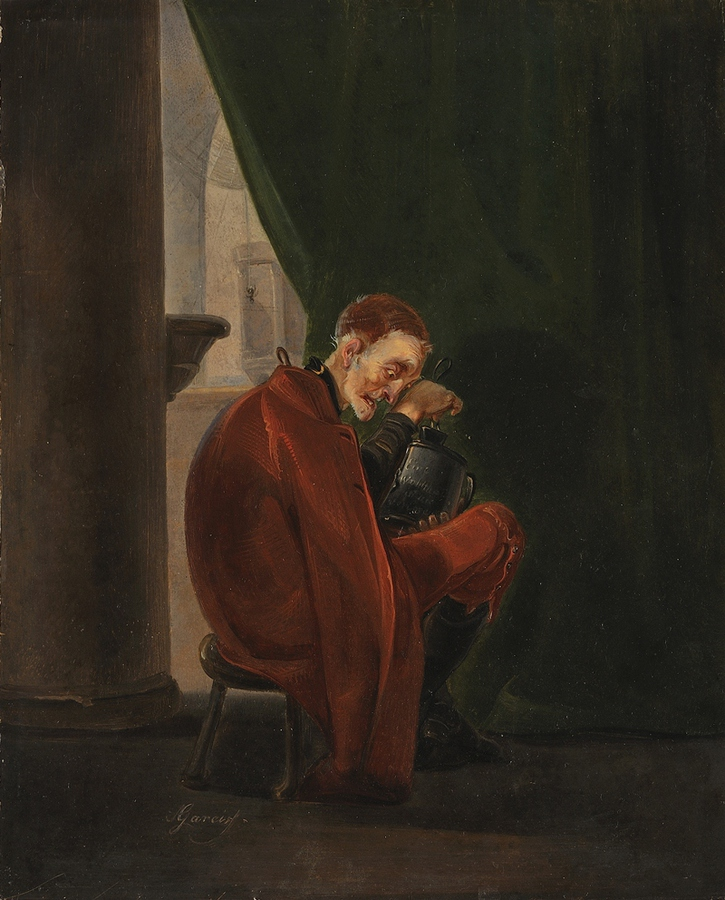
Antonín Jan Gareis st. – zlodějíček s kostelní kasičkou